# 钟鸣旦
钟鸣旦（荷蘭語：Nicolas Standaert，1959年10月—），当代西欧著名汉学家，比利时人。

## 简历
1959年10月，生于比利时港口城市安特卫普
1982年，获荷兰莱顿大学汉学学士学位
1982年，获莱顿大学汉学硕士学位
1982～1983年，于中国上海复旦大学研习中国历史哲学宗教。
1984年，任莱顿大学汉学研究所助理研究员
1984年，获莱顿大学汉学博士学位
1990年，获法国巴黎塞夫尔中心哲学和神学学士学位
1993年至今，任比利时荷兰语鲁汶天主教大学汉学教授
2003年，当选比利时皇家科学院院士

## 研究
钟鸣旦教授研究领域相当广泛。

## 代表著作
专著：《杨廷筠——明末天主教儒者》等
论文：《基督教在华传播史研究的新趋势》、《简论明末清初耶稣会著作在中国的流传》、《17世纪早期中国的圣经》等。

## 外在链接
- 个人网页 （页面存档备份，存于）